# Paul Pollock
Paul Pollock (* 11. September 1949 in Narooma, Australien; † 13. Januar 2022 in Freiburg im Breisgau, Baden-Württemberg) war ein australischer Maler, der ab 1981 hauptsächlich in Deutschland lebte und lehrte.

## Leben
Mit 19 Jahren begann Pollock sein Studium in Kunstgeschichte, Philosophie, Psychologie und Geographie an der Universität in Sydney. 1972 übersiedelte er nach Europa. Von 1974 bis 1978 studierte er bei Beppe Assenza an der Malschule des Goetheanum in Dornach, Schweiz. Anschließend arbeitete er als Kunstlehrer an der Rudolf-Steiner-Schule in Basel.
1981 gründete er seine Malschule in Freiburg, die er seitdem führte. Er leitete Kunstseminare in Israel (1988) und begründete den Aufbau der Künstlerisch-Sozialpädagogischen Initiative (K.S.P.I.) in Tiflis, Georgien (1990). 1995 bekam er einen Lehrauftrag an der Fachhochschule Hamburg zum Thema Farbe und Raum. Weitere Lehraufträge folgten: Alanus Hochschule für Kunst und Gesellschaft, Bonn (2000–2003), Edith-Maryon-Kunstschule, in Freiburg (2004). Er war Mitte der 1990er Jahre als Lehrer für Kunst und Kunstgeschichte an verschiedenen Waldorfschulen im Raum Freiburg tätig.
Paul Pollock unterrichtete außerdem in verschiedenen Seminaren auf Sylt, in São Paulo, (Brasilien), auf Mallorca, (Spanien) sowie in der Schweiz, Frankreich und Portugal.
Neben seiner künstlerischen Tätigkeit unterrichtete Paul Pollock in seinem Atelier in fortlaufenden Kursen und gab zahlreiche thematisch bezogene Seminare und Workshops an verschiedenen Orten Europas.

## Werk
Paul Pollock malte hauptsächlich mit Tempera, aber auch mit Aquarellfarbe auf Gewebe und Papier. Er bezeichnete sich selbst in seinem Malprozess als einen 'Forschungsreisenden'. Reisen, im Sinne seiner Auseinandersetzung mit der Farbe, seien für ihn nicht das passive Genießen, das Schwelgen in der Farbe, sondern die aktive Auseinandersetzung, sowie das Kennenlernen und Erkennen dessen, was ihm Neues auf dieser Reise entgegenkomme.
Die Räumlichkeit eines Bildes umfasst somit verschiedene Arbeits- und Erlebnisebenen, die von äußeren Eindrücken gleichermaßen geprägt werden wie von inneren Beobachtungen. So entstanden seine Bilder in einem Prozess des Austauschs zwischen dem Innen (des Malers) und dem Außen seiner Umgebung.

## Ausstellungen (Auswahl)
- Wuppertal, 1981
- Freiburg, 1982, 1986, 2002, 2006, 2010
- Amsterdam, 1982
- Basel, 1983
- Stuttgart, 1985, 2004
- Heidelberg, 1989
- Tiflis, 1990
- Colmar, 1995
- Winterthur, 1998
- Sao Paulo, 2002
- Hamburg, 2002, 2007